# Tarzan's Revenge

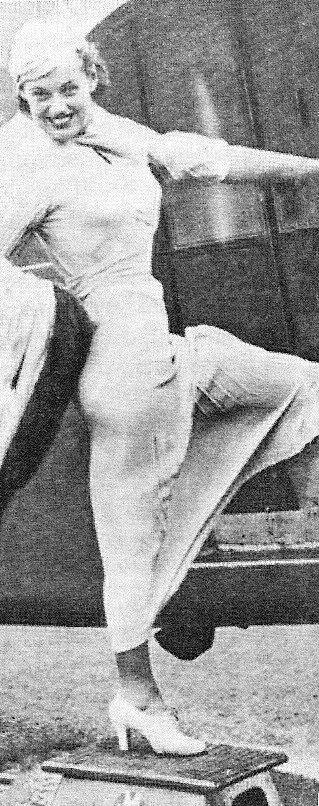
Tarzan's Revenge foi o único longa-metragem de Eleanor Holm.

Tarzan's Revenge é um filme norte-americano de 1938, do gênero aventura, dirigido por D. Ross Lederman e estrelado por Glenn Morris e Eleanor Holm.

## A produção
O filme foi produzido pela Principal Productions, de Sol Lesser, e rodado nos fundos da 20th Century-Fox, que também o distribuiu. Lesser contratou Glenn Morris, campeão do decatlo nas Olimpíadas de 1936, para viver Tarzan. Outra atleta, Eleanor Holm, campeã do nado de costas (e desligada da delegação olímpica dos EUA por desobedecer as regras de treinamento) foi chamada para fazer o interesse romântico. Segundo Lesser, por ser muito conhecida, ela não seria aceita pelo público como Jane, por isso seu personagem também chama-se Eleanor, apesar de terminar nos braços do herói no final.
Um problema trazido por Tarzan's Revenge foi a confusão que se instalou nas plateias, que ficaram na dúvida sobre quem seria o verdadeiro Tarzan. Além de Glenn Morris, havia o consagrado Johnny Weissmuller, que volta e meia aparecia em novas aventuras na MGM, e também Herman Brix, cujo The New Adventures of Tarzan acabava de ser relançado com o título de Tarzan and the Green Goddess. Entretanto, quando Tarzan Finds a Son! foi lançado no ano seguinte, as dúvidas se desfizeram: Weissmuller era o incontestável rei das selvas e continuaria a sê-lo até 1948, quando resolveu pendurar a tanga.
Quanto a Morris, depois de um pequeno papel em Hold That Co-Ed, também de 1938, nunca mais apareceu nas telas. Ele tornou-se agente de seguros e depois alistou-se na Marinha, tendo lutado e sido ferido na Segunda Guerra. Eleanor Holm continuou sua carreira na natação. Tarzan's Revenge foi sua única experiência no cinema.

## Sinopse
Eleanor e seus pais milionários participam de uma caçada nas selvas, acompanhados pelo seu noivo manhoso Nevin Potter. Ben Alleu Bey, um sultão lascivo que possui um harém com cem esposas, rapta a moça. Tarzan, meio enamorado por ela, sai em seu socorro.

## Recepção crítica
Tarzan's Revenge acabou sendo o pior fracasso de Lesser, entre os dezesseis filmes de Tarzan que ele produziu. Lançado em 7 de janeiro de 1938, ele não trazia nada do brilho espetaculoso dos produtos da MGM. Segundo a revista Time, Morris "heroicamente mistura as qualidades faciais de Burgess Meredith com Harpo Marx, mas não possui a habilidade de atuação de nenhum dos dois". Para o Daily News, o filme "sofre por ser repetitivo e ter um andamento lento".
Para a Variety, "até os jovens, para quem este tipo de produção é dirigido, não se impressionarão muito". John Mosher escreveu no New York que "sua maior fraqueza está na dupla central. Eles ainda têm de roer muita corda antes de poderem ser chamados de atores". A Liberty declarou que Eleanor Holm era "uma das piores atrizes do ano".
Leonard Maltin até considera Morris aceitável, mas nota que este é o filme em que o Homem Macaco menos aparece diante das câmeras.

## Elenco
| Ator/Atriz          | Personagem                       |
| ------------------- | -------------------------------- |
| Glenn Morris        | Tarzan                           |
| Eleanor Holm        | Eleanor Reed                     |
| George Barbier      | Roger Reed                       |
| C. Henry Gordon     | Ben Alleu Bey                    |
| Hedda Hopper        | Penny Reed                       |
| Joseph Sawyer       | Olaf Punch                       |
| George Meeker       | Nevin Potter                     |
| Corbet Morris       | Jigger                           |
| John Lester Johnson | Koki                             |
| Bill Elliott        | Capitão do Barco (não-creditado) |